# Нібулон (судноплавна компанія)
Суднопла́вна компа́нія СП «Нібулон» — українська приватна судноплавна компанія, що надає послуги з перевезення вантажів та пасажирів річковим та морським флотом. Входить до структури холдингу «Нібулон» та спеціалізується в основному на перевезенні сільськогосподарських вантажів та пасажирів по річках Дніпро та Південний Буг.
Компанія заснована 2009 року у Миколаєві.

## Діяльність
Судноплавна компанія здійснює завантаження та розвантаження різноманітних вантажів, буксирування, кантування суден і перевезення внутрішніми водними шляхами різного роду вантажів, таких як зерно різних культур, кавуни, метал, пісок, вугілля, а також пасажирів. Компанія власними силами здійснює днопоглиблення на Південному Бузі, Дніпрі, Молочному лимані. Окрім судноплавства на Дніпрі та Південному Бузі компанія здійснює портові і транспортні операції в акваторії Чорного моря.
Взимку 2018/2019 року компанія почала здійснювати зимову навігацію з перевезення вантажів на Південному Бузі та в умовах льодового покриву до 20 см було застосовано низку схеми проведення караванів по річці.

## Флот
Флот компанії представлений такими суднами:
- Буксири проекту POSS-115
  - «НІБУЛОН-1», «НІБУЛОН-2», «НІБУЛОН-3», «НІБУЛОН-4», «НІБУЛОН-5», «НІБУЛОН-6», «НІБУЛОН-8», «НІБУЛОН-9», «НІБУЛОН-10», «НІБУЛОН-11»
- Буксири проекту POSS 121:

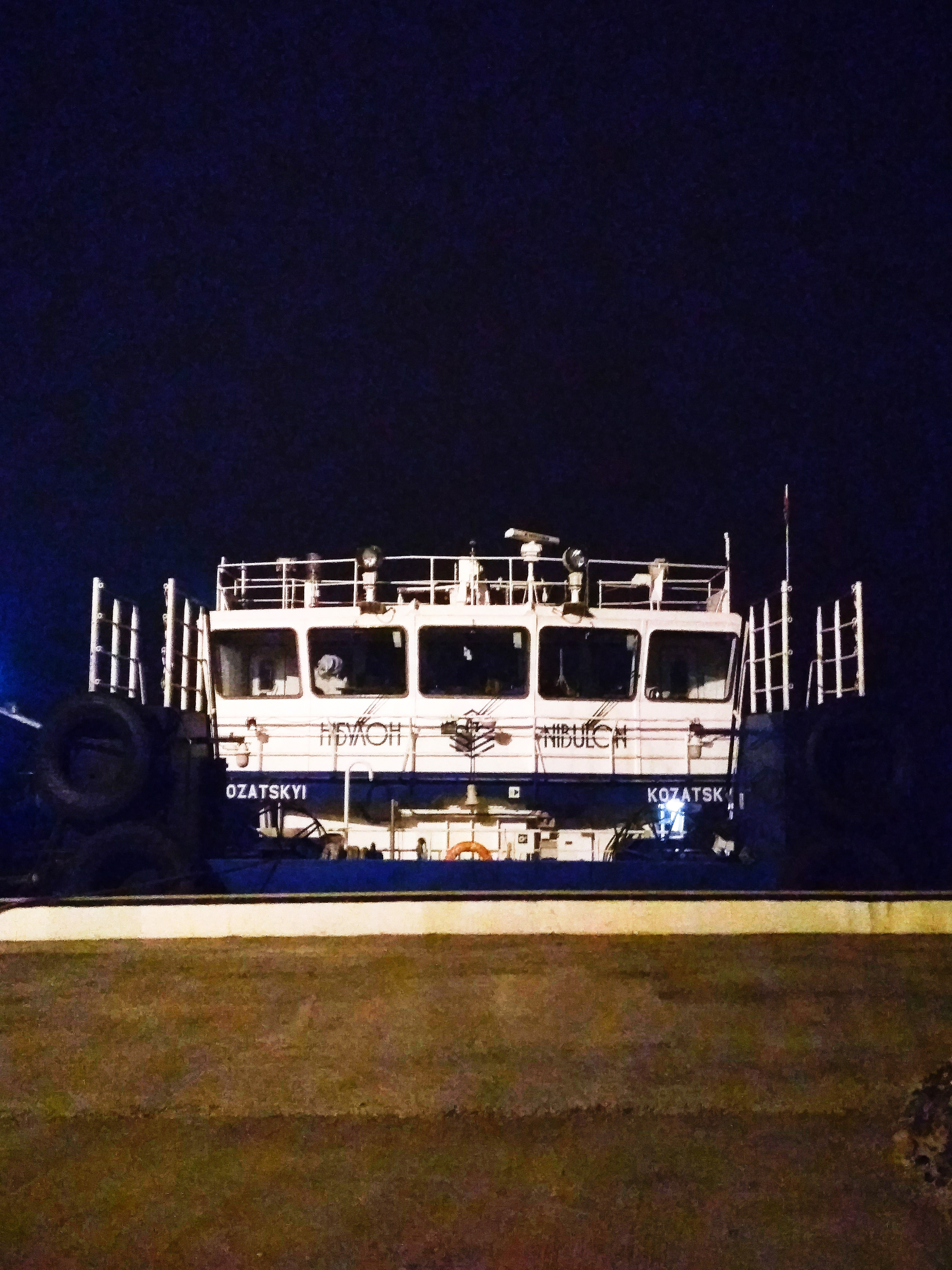

  - "Кременчуцький", «Козацький», «Переяславський»
- Буксири проекту POSS 121 М:
  - «Юрій Макаров», «Анатолій Ганькевич», «Нодарі Чантурія», "НІБУЛОН-15"
- Буксир «Лідієвський»
- Буксир «Баштанський»
- Буксир-штовхач «Прибужанівський»
- Буксири проекту Т 3500 «НІБУЛОН 100» та «НІБУЛОН 101»
- Портові буксири-штовхачі проєкту Т410 «НІБУЛОН-12» і «НІБУЛОН-14»
- 24 несамохідних судна проекту NBL-90
- 6 несамохідних судна проекту NBL-91
- 8 несамохідних суден проекту B2000
- 2 несамохідних судна проекту В5000
- 4 несамохідних судна проекту BN
- 4 несамохідних судна проєкту B1500
- Земснаряд «НІБУЛОН-7» («Watermaster Classic 4 NBC 4006»)
- Самохідний плавучий кран «Святий Миколай»
- Самохідне кранове судно проєкту П-140 «НІБУЛОН МАКС»
- Несамохідний плавучий кран «Нібулонівець»
- Несамохідний плавучий кран «Нібулонівець-2»
- 4 швидкісні пасажирські судна «НІБУЛОН Експрес»
- Самохідне надпотужне днопоглиблювальне судно проекту СДС-15 «МИКОЛАЇВЕЦЬ»
- Спеціалізовані самохідні вантажні судна-шаланди проєкту ГШ2000 «Миколаївський-1» та «Миколаївський-2»